# Onthophagus dayacus
Onthophagus dayacus är en skalbaggsart som beskrevs av Antoine Boucomont 1914. Onthophagus dayacus ingår i släktet Onthophagus och familjen bladhorningar. Inga underarter finns listade i Catalogue of Life.